# Pippo Baudo

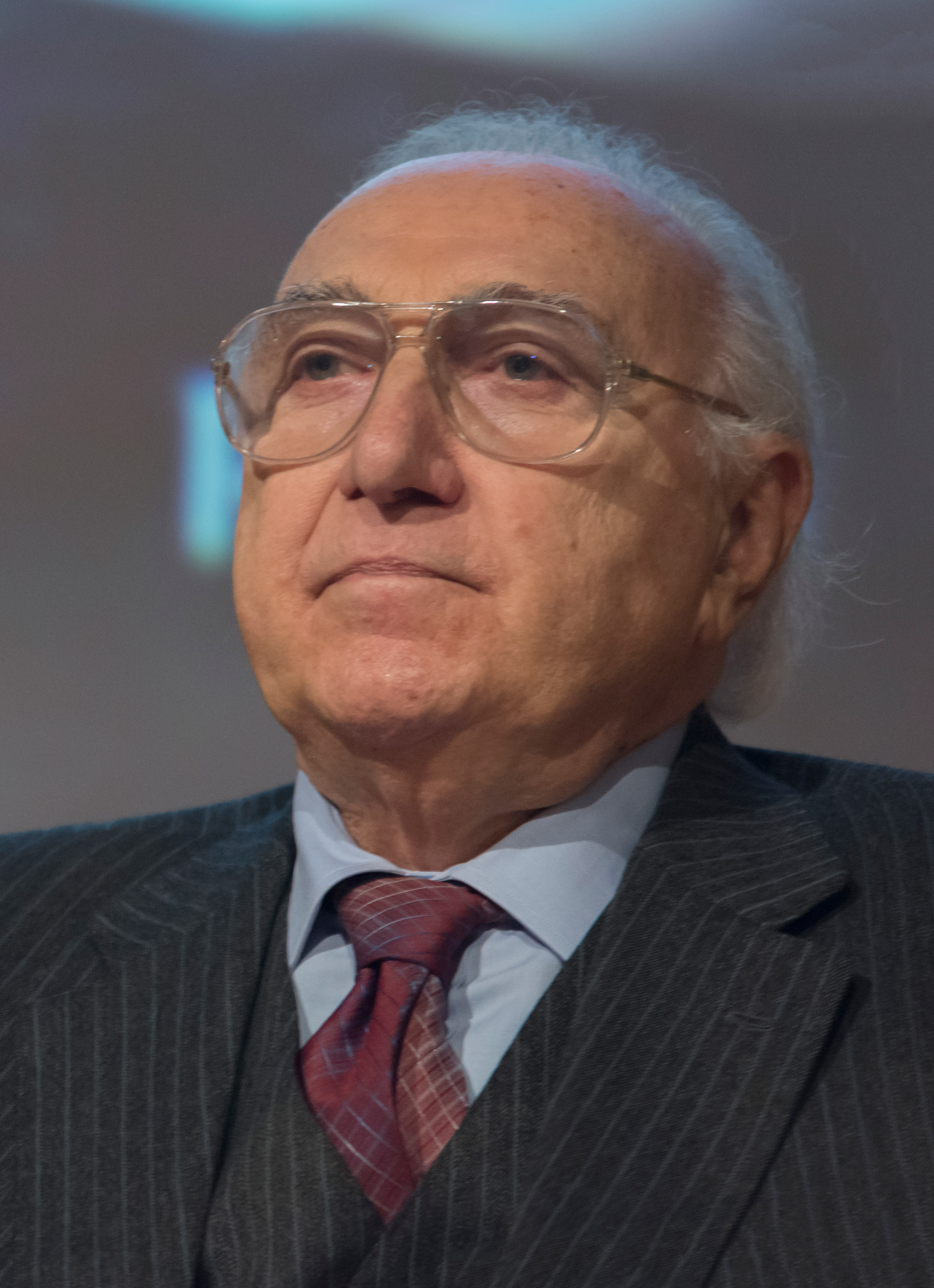
Pippo Baudo (2016)

Giuseppe Raimondo Vittorio „Pippo“ Baudo (* 7. Juni 1936 in Militello in Val di Catania; † 16. August 2025 in Rom) war ein italienischer Entertainer und Moderator. Er präsentierte unter anderem die Sendungen Settevoci, Canzonissima, Fantastico, Mille lire al mese und das Sanremo-Festival.

## Karriere
Pippo Baudo studierte Rechtswissenschaften an der Universität von Catania und begann während seiner Kurse, sich für das Showbusiness zu interessieren. Dabei versuchte er sich sowohl als Schauspieler als auch als Moderator und lernte Klavierspielen. Sein Jura-Diplom schloss er erfolgreich ab, einer entsprechenden Berufung im Rechtswesen kam er aber nie nach, da sein Einstieg ins Showgeschäft bereits begonnen hatte.
Mit dem Beginn des Privatfernsehens stiegen auch Baudos Erfolge. Er unterstützte den lokalen Sender Antenna Sicilia mit Sitz in Catania bei dessen Sendestart als Programmdirektor und moderierte einige Shows. Großen Erfolg hatte er beim Staatsfernsehen RAI, wo er zum bekannten Moderator wurde und die Leitung zahlreicher Sendungen wie Settevoci, Canzonissima, Fantastico sowie Mille lire al mese übernahm. In Italien sind diese Sendungen sehr bekannt und ließen Baudo zu einer Ikone im Fernsehen werden. 
1987 ging er nach einem Streit mit dem damaligen Präsidenten der RAI, Enrico Manca, unter großem Aufsehen zu Canale 5, einem Sender von Berlusconis Mediaset-Gruppe, kehrt jedoch einige Jahre später mit den Sendungen Novecento und Serata D’onore zur RAI zurück. Im Alter von 70 Jahren übernahm er die Moderation der sonntäglichen Sendung Domenica in  und von Ieri, oggi e domani. 
2007 moderierte er mit Michelle Hunziker das Sanremo-Festival. Diese zwölfte Teilnahme als Moderator ermöglichte ihm, in der Rangliste der meisten Moderationen Mike Bongiorno zu überholen, der das Festival elf Mal moderiert hatte. Sein Gehalt von 7500 Euro im Vergleich zu einer Million Euro für Hunziker waren unter anderem Gegenstand eines Streits zwischen Baudo und der RAI. Baudo war in zahlreichen Ausgaben dort auch künstlerischer Leiter, ebenso wie am Teatro Stabile in Catania.
Baudo wirkte als Schauspieler in einigen Filmen mit, unter anderem in Operazione San Gennaro von Dino Risi und Sono un fenomeno paranormale (dt. Ich bin ein paranormales Phänomen) von Sergio Corbucci. Auch in Werbespots war Baudo regelmäßig zu sehen. Zuletzt warb er zusammen mit dem italienischen Toyota-Formel-1-Piloten Jarno Trulli für Toyota.

## Privatleben

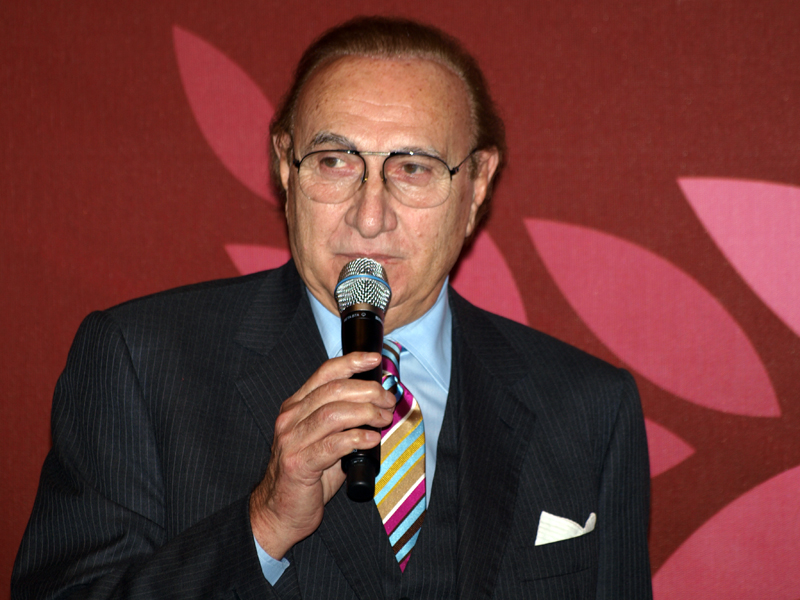
Pippo Baudo (2011)

1986 heiratete Baudo die italienische Opernsängerin Katia Ricciarelli; sie trennten sich 2004. Aus einer früheren Ehe Baudos war 1970 eine Tochter hervorgegangen. Pippo Baudo starb im August 2025 im Alter von 89 Jahren in Rom.

## Trivia
- Die konstante Präsenz im Fernsehen und der bemerkenswerte Erfolg seiner Sendungen haben ihm den Spitznamen Super Pippo eingebracht, in Anlehnung an den italienischen Fußball-Nationalspieler Filippo Inzaghi, der den gleichen Spitznamen trägt.

- Baudo hat unter anderem Beppe Grillo und Heather Parisi auf den Bildschirm gebracht und war Initiator ihrer Karrieren. In den Shows kündigte er sie stets mit den Worten „Ihn/Sie habe ich erfunden …“ an.